# إبراهيم فلالي
إبراهيم هاشم فلالي (1906 - 1974)م، شاعر سعودي. عمل بالتدريس وأشرف على طلاب البعثات التعليمية إلى مصر في الخمسينات وأقام بالقاهرة حتى وفاته.

## أسرته
ورد في كتاب الأسر القرشية في أعيان مكة المحمية لأبي هشام عبد الله عباس بن صديق أن أسرة آل فلالي «من العوائل المشهورة بمكة المكرمة، ولهم صيت في حي المسفلة حيث سكناهم وهم من قريشمن الأشراف الحسينيين، وهاجر أجدادهم إلى فاس... وأنجب بيتهم من قديم الزمان علماء لهم مكانتهم في النفوس: محمد بن أبي القاسم بن محمد عبد الجليل الفلالي الحسني، توفي بالرباط -رحمه الله- ، ومن الأدباء في هذا العص المرحوم إبراهيم الفلالي، الصريح الجرئ صاحب (رجالات الحجاز) و(المرصاد) و(صدى الألحان وغير ذلك، ومن الموجودين السيد سراج فلالي والسيد صديق ويحيى وعمر وأبناؤهم».

## نشأته
ولد إبراهيم هاشم عمر فلالي في مكة المكرمة عام 1324هـ، والدته حليمة بنت صالح المراكشي وهي مربية الأصل ولدت ونشأت بمكة المكرمة، وكان والدها قاضيًا بمكة المكرمة في حكم الأشراف.
نشأ إبراهيم الفلالي يتيم الأب وكفلته أمه تحت وصاية عمه تحت وصاية عمه السيد عبد القادر الفلالي، وكان له أخق وحيد اسمه هاشم، ارتبط به بشكل وثيق، وكان إبراهيم بارًا بوالدته التي توفيت عام 1961م.
درس إبراهيم فلالي في المدرسة الصولتية بمكة المكرمة، وتخرج في القسم العالي بها، وقد درس بها علوم اللغة العربية والبلاغة والمنطق والتفسير والحديث والفقه وكافة العلوم العربية والشرعية.
تزوج إبراهيم الفلالي من عريفة بنت محمد المعري، وهي سعودية الجنسية من أصل مصري، وأنجبت له ابنه الأول (عبد القادر)، ثم توفيت فتزوج من فاطمة بنت محمد إبراهيم أبو العطاء، وهي أيضصا سعودية الجنسية من أصل مصري، وأنجبت له مجموعة من الأولاد وهم بالترتيب: محمد، عدنان، عقيل، نزار، أسامة، ميسون، قصي، سلوى، هاشم، دينا، حيدر، نور الهدى. وكانت علاقة إبراهيم الفلالي بأبنائه وأقاربه علاقة حسنة.

## إقامته في الحجاز ومصر

### إقامته في الحجاز
مكث الفلالي في مصر منذ ولادته حتى عام 1366هـ حيث انتقل إلى مصر.
عمل الفلالي بعد تخرجه في الصولتية في عدد من الوظائف الرسمية، وكان أثناء ذلك يتردد على مصر بهدف الطوافة، ويستقبل الحجاج بعد وصولهم إلى مكة المكرمة وكان يقدم لهم دروس في القرآن الكريم والدعاء والذكر والحج وخاصة ما يتعلق بأمور الطواف، ونشر الفلالي آراؤه حول الطوافة والأخطاء التي يشاهدها في جريدة صوت الحجاز.

### إقامته في مصر
سافر الفلالي إلى مصر عام 1366هـ ومن أجل علاج ابنه (محمد)، واستقر بها حتى توفاه الله عام 1394هـ.
وأتاحت له الإقامة بمصر الاحتكاك برواد النهضة الأدبية الحديثة أمثال (طه حسين) الذي أثنى على كتاب الفلالي (رجالات الحجاز)، والشاعر (علي محمود طه). كما كان يقضي معظم وقته أثناء وجوده في مصر في القراءة وحضور الندوات الأدبية، فحضر (ندوة الأصفياء) -التي أسسها (محمد علي الحوماني)- وكانت منعقدة ليلة الخميس 27/ 8/ 1374هـ الموافق 23/ 4/ 1955م. وكان الفلالي أحد أعضاء هذه الندوة.
ألقى الفلالي كلمة في دار البعثات العربية السعودية في الحفل المقام بمناسبة زيارة الأمير عبدالله الفيصل لمقر البعثان في مصر، كما ألقى بها عدد من القصائد، في مناسبات محختلفة منها:
- قصيدة بعنوان: (بني وطني) ألقاها عام 1367هـ بمناسبة تكريم الناجحين من طلبة دار البعثات.
- قصيدة بعنوان: ( يا أيها النشء)، عام 1368هـ بمناسبة تكريم الخريجين.
- قصيدة بعنوان: (يا جند مكة)، ألقها في الحفل الذي أقامه أعضاء البعثة السعودية بمناسبة عودة الجيش السعودي عائدًا من فلسطين إلى الحجاز.
- قصيدة بعنوان: (أعرس في بلاد العرب؟) ألقاها بمناسبة زيارة وزير المالية عبدالله السليمان لدار البعثات.
- قصيدة بعنوان: ( تحية) ألقاها عام 1368هـ بمناسبة زيارة مدير المعارف محمد بن مانع لدار البعثات.

### وظائفه في الحجاز ومصر
في الحجاز:
- عمل مدرسًا في مدرسة المعلى بمكة المكرمة.
- محاسب في جمعية الإسعاف الخيري.
- عمل قائمًا بالدفاع عن فلسطين في لجنة الدفاع عن فلسطين ويقول الفلالي في ذلك: «بعد أن ابثقت لجنة الدفاع عن فلسطين من المظاهرات التي قامت في بلادنا احتجاجاً على قرار التقسيم».

عمل عضوًا في لجنة تمييز المطوفين.
في مصر:
- افتتح محل عطارة ولم ينجح.
- عمل مراقبًا مساعدًا بدار البعثات السعودية، وكانت هذه الوظيفة آخر وظائفه الرسمية؛ حيث تفرغ للأدب، واعتمد في مصدر عيشه على معاشه من عمله في إدارة مقصف مدرسة منيل الروضة، بالإضافة إلى ما كان يصله من إيرادات الوقف والطوافة من مكة المكرمة .

## ثقافته
واصل الفلالي تنمية ما تعلمه بتثقيف نفسه، فكان يقرأ كل ما يصل إليه من كتب الأدب والصحف المصرية التي تأتي إلى الحجاز، وكان للفلالي مكتبة عامرة بالكتب من التراث الإسلامي ودواوين الشعر وكتب التاريخ والأدب واللغة وغيرها من الفنون بالإضافة إلى الكتب المترجمة، وقد اعتاد الفلالي أن يضع تعليقات على هوامش الكتب عندما يقرؤها، كما فعل عند قراءة كتاب (رأس المال) لكارل ماركس، وكتاب (تاريخ الشعوب الإسلامية) لبروكلمان.
كان للفلالي ندوة أمام داره تقام كل يوم، يرتادها أصدقاؤه ومحبيه ومنهم: عبد القدوس الأنصاري، ومحمد وضيف أبناء على كردي غيرهم. كما كان الفلالي يرتاد بصحبة أحمد عبد الغفور عطار ومحمد عمر توفيق وحمزة شحاتة ومحمد علي مغربي مقهى كبير في ضاحية من ضواحي مكة المكرمة تسمى (البركة)، وكانوا يتحادثون ويتباحثون في مسائل أدبية وعلمية.
كان الفلالي ينشر إنتاجه الأدبي في الحجاز في جريدة (صوت الحجاز)، وقد أشاد بأحد مقالاته فيها الأستاذ حسين عرب، وتمنى لشاعرية الفلالي مستقبلاً جيدًا، كما نشر الفلالي في مجلة المنهل الجزء الأول من كتابه (المرصاد)، ونشر في مجلة الحج مقالاً في عام 1370هـ رد فيه على كتاب( الرسول: حياة محمد صلى الله عليه وسلم) للكاتب الأمريكي (ر. ف. بودلي).
كان الفلالي من المشاركين في محاضرات (جمعية الإسعاف الخيري) بمكة المكرمة، وقد ألقى فيها محاضرتين: (الحجاز وأثره في الحضارة الإسلامية) عان 1348هـ، و(كيف نحتفظ بعروبتنا) عام 1359هـ، ونشر المحاضرتين في كتابه (أين نحن اليوم؟).
كما كان من المشاركين في الإذاعة السعودية، فقد أذيع له مقال بعنوان: (سمعة الإسلام) من إذاعة مكة المطكرمة عام 1381هـ، وأذيع له مقال بعنوان: (الإسلام دين العمل) في موسم حج عام 1372هـ، وقيلت قصيدته في مطلع تمثيلية إذاعية بعنوان: ( في موكب الحج).
كان الفلالي عضوًا في رابطة الأدب الحديث، وفي عام 1374هـ ألقى في ندوة الرابطة محاضرة عن الشاعر عمر بن أبي ربيعة، وقد نشر إنتاجه أثناء استقراره في مصر في مجلة الرسالة حيث نشر مقالاً بعنوان: (الحياة الأدبية في الحجاز)، وقد أشاد بهذا المقال حسين سرحان، كما نشر الفلالي في مجلة (الثقافة) بحثًا بعنوان: (أين نحن اليوم؟) في عام 1951م. وكان للفلالي أحاديث في الإذاعة المصرية، وقد فقدت المادة المسجلة لتلك الأحاديث.

## دواوينه الشعرية
- صبابة الكأس.
- ألحاني.
- صدى اللأحان.
- طيور الأبابيل.
- وله ديوان مخطوط مفقود بعنوان: (غناء في الصحراء).

كما توجد للفلالي قصائد مطبوعة ومخطوطة لم تنشر في دواوينه، وقد كتب بعضها وألقى بعضها في مناسبات وأوقات مختلفة.

## وفاته
توفي بالقاهرة بعد صراع مع المرض سنة 1974 م.

## وصلات خارجية
- إبراهيم هاشم فلالي الأديب والناقد.. 1324 – 1394هـ / 1906 – 1974م